# カタマルカ級駆逐艦
カタマルカ級駆逐艦（英語: Catamarca-class destroyer）は、アルゼンチン海軍の駆逐艦の艦級。当時のアルゼンチンには建造に必要な工業力が不足していたため、ドイツで2隻が建造された。1番艦のカタマルカは艦歴の大半を小艦隊の旗艦として過ごし、2番艦のフフイは就役当初から練習艦として運用され、その後も訓練任務や予備役として過ごすことが多かった。両艦とも1947年に予備艦となった。1956年に除籍され、1959年から1960年にかけてスクラップとして売却された。

## 設計
カタマルカ級駆逐艦は、アルゼンチンの駆逐艦調達計画の一環として1910年にドイツの造船所に発注された。当時のアルゼンチンにはこのクラスの軍艦を建造する設備がなかったため、外国の造船所に発注する必要があり、ドイツから2隻、イギリスとフランスから各4隻を調達する予定だった。しかし、1912年にイギリス製の艦はギリシャ海軍に売却され、1914年に第一次世界大戦が勃発すると、建造途中のフランス製の艦もフランス海軍に売却されてしまったため、ドイツ製の本級だけがアルゼンチンに引き渡された。本級の寸法は全長88.1メートル、全幅8.23メートル、喫水は5.18メートルであった。排水量は通常で1,011トン、満載で1,379トンである。艦は2基のカーチス・AEG式蒸気タービンで駆動され、各タービンは石炭と燃料油の混燃式であるシュルツ・ソーニクロフト式ボイラーから供給される蒸気を使用して、1基のプロペラシャフトを駆動した。タービンは定格25,765軸馬力 (19,213kW) で、最高速度27ノットを発揮する設計であった。駆逐艦は254トンの石炭と112 トンの燃料油を積載し、15ノット巡航時で3,000海里の航続距離を実現した。
主砲としては、50口径4インチ（102ミリ）単装砲4門を装備した。1基は船首楼、もう1基は中央と後部の煙突の間、残りの2基は艦尾の上部構造物前後に配置されていた。雷装としては、回転式の21インチ（533ミリ）単装魚雷発射管を、艦中央に片舷2基ずつ装備していた。乗員は150人であった。

## 同型艦
| 艦名                 | 建造所                                               | 起工   | 進水         | 就役          | 結末                         |
| -------------------- | ---------------------------------------------------- | ------ | ------------ | ------------- | ---------------------------- |
| カタマルカ Catamarca | フリードリヒ・クルップ・ゲルマニアヴェルフト、キール | 1911年 | 1911年       | 1912年4月13日 | 1959年解体                   |
| フフイ Jujuy         | フリードリヒ・クルップ・ゲルマニアヴェルフト、キール | 1911年 | 1912年3月4日 | 1912年4月15日 | 1960年にスクラップとして売却 |